# 小跳蝽
小跳蝽（学名：Micracanthia ornatula）为跳蝽科小跳蝽屬下的一个种。